# Валя-Маре (Думешть, Васлуй)
Валя-Маре (рум. Valea Mare) — село у повіті Васлуй в Румунії. Входить до складу комуни Думешть.
Село розташоване на відстані 282 км на північ від Бухареста, 37 км на північний захід від Васлуя, 41 км на південний захід від Ясс.

## Населення
За даними перепису населення 2002 року у селі проживала 801 особа, усі — румуни. Усі жителі села рідною мовою назвали румунську.